# Links- en rechtshandig pad

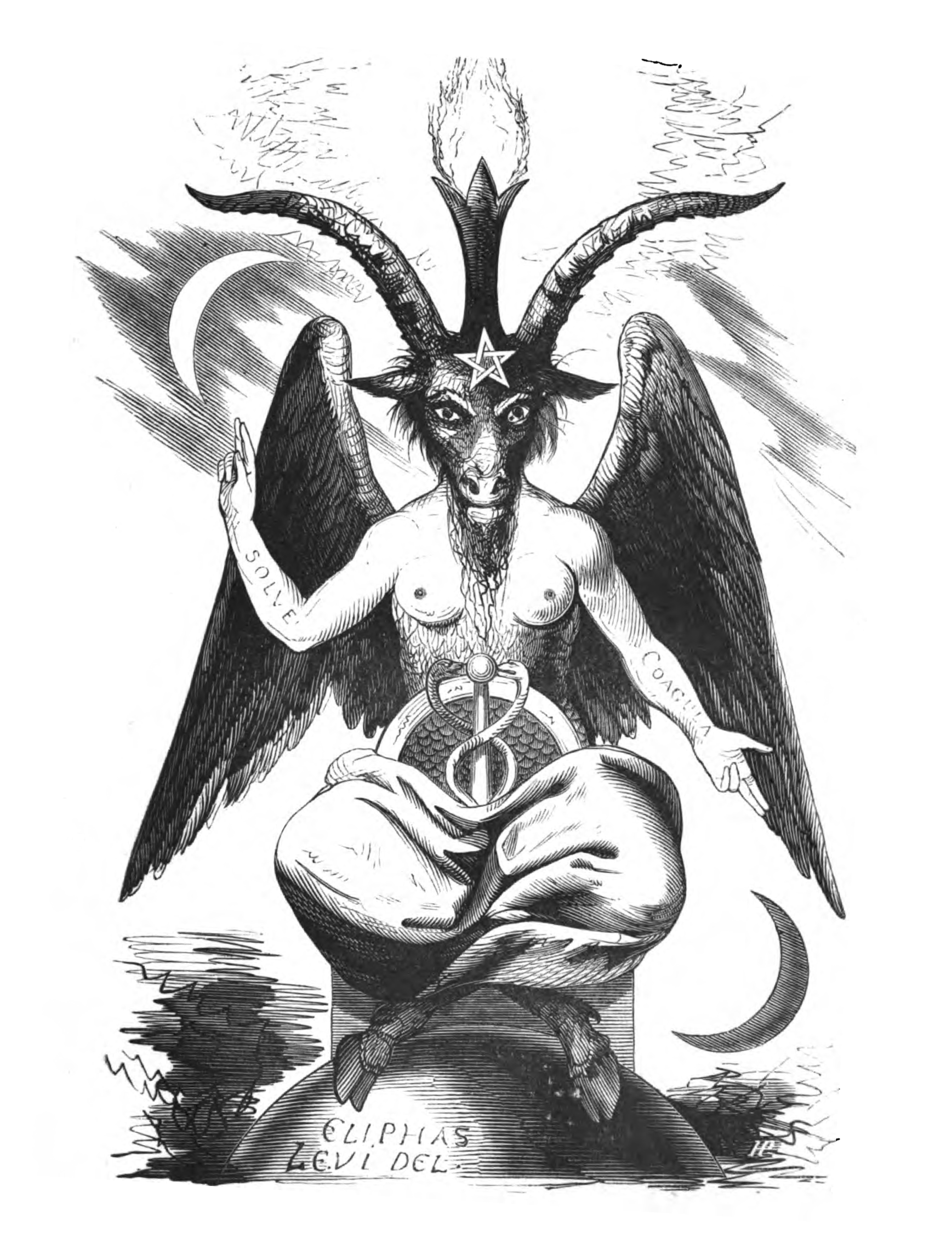
De Baphomet, van Eliphas Levi's "Leer en ritueel der hogere magie", wordt vaak gebruikt als symbool voor het LHP binnen de westerse esoterie.

Binnen de westerse esoterie worden de termen linkshandig pad (LHP) en rechtshandig pad (RHP) gebruikt om verschillende vormen van magie aan te duiden. Het LHP wordt geassocieerd met zwarte magie; het RHP met witte magie.
Andere definities baseren zich op de oorsprong van de termen uit de tantrische traditie. Het RHP duidt dan op groepen die een morele code nastreven en sociale conventies volgen. Een beoefenaar van het LHP ziet het breken van taboes en sociale normen als potentieel bevrijdend en bevorderend voor spirituele ontwikkeling.

## Westerse terminologie

### Rechtshandig pad
- Beoefenaars houden zich aan sociale conventies, volgen morele codes en geloven in een vorm van oordeel zoals karma of de Wet van Drie.
- Het uiteindelijke doel is in de hemel terecht komen of het één worden met God, de natuur, of de ultieme werkelijkheid (zie henosis).

### Linkshandig pad
- Omarmt individualisme en streeft naar het machtiger maken van het individuele zelf (zie apotheose).
- Verzetten zich tegen morele en religieuze dogma's en omarmen taboes (bv. vlees eten en alcohol drinken is in sommige culturen taboe).
- Vaak worden seksuele elementen in rituelen gebruikt.

## Geschiedenis

### Vāmācāra
Vāmācāra is een term uit het Sanskriet en staat voor het linkshandige pad. Het wordt gebruikt om een vorm van spiritualiteit aan te duiden die niet enkel heterodox is, maar ook extreem is volgens de overheersende culturele normen. Dakshinachara (het rechtshandige pad) verwijst naar orthodoxe spirituele praktijken die de Vedische geboden volgen.

### 20ste en 21ste eeuw
Anton Szandor LaVey ontwikkelde zijn vorm van satanisme in de jaren zestig. De nadruk lag op het verwerpen van de traditionele christelijke moraal. In de Satansbijbel beschrijft LaVey zijn geloof als LHP: "Satanism is not a white light religion; it is a religion of the flesh, the mundane, the carnal—all of which are ruled by Satan, the personification of the Left Hand Path."
In Lords of the Left Hand Path: A History of Spiritual Dissent schrijft Stephen E. Flowers dat zelf-deïficatie en antinomisme twee criteria zijn om tot het LHP te behoren.